# Alfa Romeo 158
L'Alfa Romeo 158 è una autovettura da competizione prodotta dall'Alfa Romeo dal 1938 al 1950.

## La nascita
Nota anche come Alfetta per le ridotte dimensioni, è entrata, nella storia dell'automobilismo sportivo moderno, come la monoposto più longeva (ha corso, infatti, sui circuiti di tutto il mondo, per ben 13 anni, dal 1938 al 1950, nelle sue varie versioni, ma mantenendo l'impianto costruttivo originario) ed anche, come quella che ha conseguito il maggior numero di successi nei Gran Premi automobilistici.
Nasce nella primavera del 1937, nelle officine della Scuderia Ferrari, che, a quei tempi, era il reparto sperimentale della Alfa Romeo, su progetto di Gioachino Colombo, e con la preziosa collaborazione, specie per la parte riguardante le sospensioni ed il cambio, dell'ingegnere Alberto Massimino. La sigla 158 stava ad indicare, secondo una consuetudine del tempo, la cilindrata, di 1500 cc, ed il numero dei cilindri, 8; il motore era sovralimentato, con un compressore volumetrico Roots monostadio. Fin dalle prime prove al banco dimostra notevoli doti di potenza ed affidabilità, arrivando a sviluppare 180 CV, a 6.500 giri al minuto, potenza che, alla sua prima apparizione in pista, giunge a 195 CV, a 7.000 giri/minuto.
La vettura rispettava alla nascita il regolamento in vigore dal 1938 della categoria "vetturette" con cilindrata massima di 1,5 litri e compressore, contro i 3,0 litri con compressore (e 4,5 litri senza) delle vetture da Gran Premio.
Nel 1949, la vettura sarà inquadrata nel regolamento della nuova "Formula A", poi "Formula 1", che equiparava vetture da 1,5 sovralimentate e 4,5 litri aspirate.

## I Gran Premi

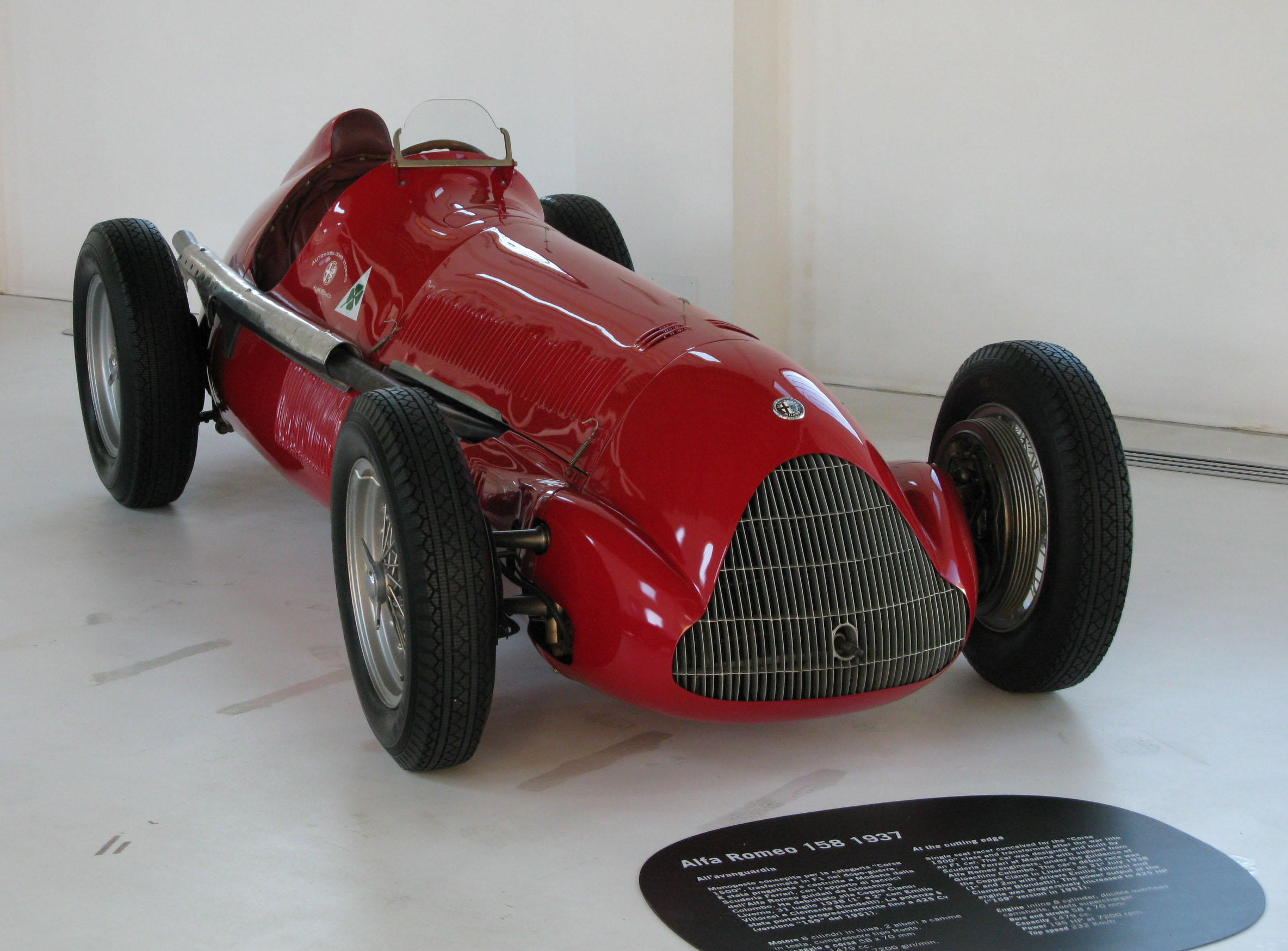
Una 158.

L'Alfa Romeo 158 debutta ufficialmente alla Coppa Ciano di Livorno del 7 agosto 1938, su un percorso cittadino di 5,800 m da ripetere 25 volte, per un totale di 145 km, ed è subito vincente, con Emilio Villoresi 1°, e Clemente Biondetti 2°.
L'evoluzione successiva (modello B), porta la data del 1939, e, con una potenza cresciuta a 225 CV, a 7.500 giri/minuto, si aggiudica la Coppa Ciano di Livorno, del 30 luglio 1939, e la XV Coppa Acerbo di Pescara, del 13 agosto 1939, con Clemente Biondetti. Purtroppo, il clima prebellico impedirà a questa vettura di correre oltrefrontiera.
Nel 1940, a causa dello scoppio della seconda guerra mondiale, le gare automobilistiche si ridussero drasticamente, ed ancora di più l'anno successivo, 1941, svolgendosi quasi esclusivamente nel Sud America, con una ridotta presenza di mezzi e piloti europei.
A guerra terminata, nel 1946, si torna a gareggiare e l'Alfetta, ulteriormente alleggerita e potenziata rispetto all'anteguerra (modello 158/46; 254 CV; 7.500 giri/minuto; peso di 630 kg), si aggiudica, con Nino Farina, il I Grand Prix des Nations di Ginevra, del 21 luglio, piazzando anche al 2º posto Carlo Felice Trossi ed al 3° Jean-Pierre Wimille. Vince anche, con Achille Varzi, il III Gran Premio del Valentino, che si svolge a Torino il 1º settembre (2°Jean-Pierre Wimille, anche lui su Alfetta), e, con Carlo Felice Trossi, si aggiudica il III Circuito di Milano, del 30 settembre, con Achille Varzi 2°, e Consalvo Sanesi 3°, anche loro su Alfetta.
Nel 1947, grazie alla adozione di un compressore volumetrico Roots a 2 stadi, la potenza viene ulteriormente elevata a 275 CV, sempre a 7.500 giri/minuto (modello 158/46B), e, in quell'anno, si aggiudica: il VII Grand Prix de Suisse, dell'8 giugno, a Bremgarten, con Jean-Pierre Wimille (2° Achille Varzi, e 3° Carlo Felice Trossi, sempre su Alfetta); il VII Grand Prix de Belgique, del 29 giugno, sul circuito di Spa-Francorchamps, sempre con Jean-Pierre Wimille (2° Achille Varzi, e 3° Carlo Felice Trossi, anche loro su Alfetta); il I Gran Premio di Bari, del 13 luglio, con Achille Varzi (2° si piazza Consalvo Sanesi con una seconda vettura); il XVII Gran Premio d'Italia, del 7 settembre, al Parco Sempione di Milano. La vittoria va a Carlo Felice Trossi, mentre altre 3 Alfette si piazzano al 2º posto, con Achille Varzi, al 3°, con Consalvo Sanesi, ed al 4° con Alessandro Gaboardi.
Nel 1948, a stagione inoltrata, la potenza sale ulteriormente, fino a 315 CV, sempre a 7.500 giri/minuto (modello 158/47). In quest'anno, si aggiudica: l'VIII Grand Prix de Suisse, del 4 luglio, a Bremgarten, con Carlo Felice Trossi vincente davanti a Jean-Pierre Wimille, anch'esso su Alfetta (nelle prove dello stesso GP, Achille Varzi si era schiantato con la sua Alfetta perdendo la vita); il XXXV Grand Prix de l'Automobile Club de France, del 18 luglio, a Reims-Gueux, con Jean-Pierre Wimille primo, davanti a Consalvo Sanesi e Alberto Ascari, tutti con la stessa vettura; il XVIII Gran Premio d'Italia, che si svolge nel Parco del Valentino, il 5 settembre, e che vede vincente, ancora una volta, Jean-Pierre Wimille; il I Gran Premio dell'Autodromo di Monza, che si corre a Monza, il 17 ottobre, e che vede l'ennesima vittoria di Jean-Pierre Wimille, davanti a Carlo Felice Trossi, Consalvo Sanesi, e Piero Taruffi, tutti e 4 su Alfa Romeo 158.
Il 1949 si apre nel peggiore dei modi, per l'Alfetta e per l'automobilismo mondiale: infatti, il 28 gennaio, durante le prove del Gran Premio Juan Domingo Peron, sul circuito del Parco Palermo di Buenos Aires, muore in un incidente, alla guida di una Gordini, Jean-Pierre Wimille, promettente pilota, che tanti successi aveva mietuto negli anni precedenti alla guida dell'Alfetta, e sul quale la casa milanese puntava anche per quell'anno. E, poco dopo, anche Carlo Felice Trossi morirà, per un male incurabile. In pochi mesi, la squadra corse dell'Alfa, dominatrice degli ultimi 3 anni di gare, è praticamente scomparsa. Si decide, pertanto, di non partecipare ad alcun Gran Premio.
Nel 1950 avviene il debutto dell'Alfetta nel 1º Campionato del Mondo di Formula 1, con una squadra completamente nuova, che vede schierati due piloti italiani, Nino Farina, ed il non più giovane Luigi Fagioli, classe 1898, ed un pilota argentino, quasi quarantenne, ma di cui si dice un gran bene, tale Juan Manuel Fangio. Con una potenza di 350 CV, a 8.600 giri/minuto, e con un peso di soli 700 kg, che porta il rapporto peso/potenza al notevole (per quei tempi) valore di 2 kg/CV, l'Alfa Romeo 158 non ha praticamente rivali, aggiudicandosi 6 dei 7 Gran Premi di questa prima stagione mondiale (si considerano 6 Gran Premi, perché alla 500 Miglia di Indianapolis, anche se introdotta nel circuito mondiale, non parteciparono né piloti né macchine europee). Il 7º Gran Premio della stagione, il XXI Gran Premio d'Italia, ultima prova del mondiale 1950, che si svolge il 3 settembre sul circuito di Monza, se lo aggiudica, al debutto, la Alfa Romeo 159, naturale evoluzione della 158, con, alla guida, Nino Farina, che si aggiudica anche il 1º titolo di campione del mondo di Formula 1.
I numeri di questa prima ed ultima avventura mondiale della Alfa Romeo 158, giunta alla sua tredicesima stagione, sono i seguenti: primi 3 posti nel Gran Premio di Gran Bretagna del 13 maggio 1950, con Nino Farina davanti a Luigi Fagioli, e, a seguire, Reg Parnell; 1º posto nel Gran Premio di Monaco del 21 maggio 1950, con Juan Manuel Fangio; primi due posti nel Gran Premio di Svizzera, del 4 giugno 1950, con Nino Farina ancora davanti a Luigi Fagioli; primi due posti nel Gran Premio del Belgio del 18 giugno 1950, con Fangio davanti a Fagioli; primi due posti nel Gran Premio di Francia del 2 luglio 1950, con Fangio che precede, ancora una volta, Fagioli; 3º posto con Fagioli, nell'ultimo appuntamento mondiale del Gran Premio d'Italia del 3 settembre. E poi, ancora, 5 giri veloci in 5 Gran Premi, e 5 pole position. Le doti principali di questa vettura, come riferirono tutti i grandi piloti che ebbero modo di condurla, furono potenza, velocità, affidabilità, estrema maneggevolezza.

## Risultati nel Campionato mondiale di Formula 1
| Anno | Team       | Motore | Gomme | Piloti   |     |     |  |     |   |   |     | Punti | Pos. |
| ---- | ---------- | ------ | ----- | -------- | --- | --- |  | --- | - | - | --- | ----- | ---- |
| 1950 | Alfa Romeo | 158    | P     | Guidotti | SP  |     |  |     |   |   |     | 87    | 1º   |
| 1950 | Alfa Romeo | 158    | P     | Fangio   | Rit | 1   |  | Rit | 1 | 1 |     | 87    | 1º   |
| 1950 | Alfa Romeo | 158    | P     | Farina   | 1   | Rit |  | 1   | 4 | 7 |     | 87    | 1º   |
| 1950 | Alfa Romeo | 158    | P     | Fagioli  | 2   | Rit |  | 2   | 2 | 2 | 3   | 87    | 1º   |
| 1950 | Alfa Romeo | 158    | P     | Parnell  | 3   |     |  |     |   |   |     | 87    | 1º   |
| 1950 | Alfa Romeo | 158    | P     | Sanesi   |     |     |  |     |   |   | Rit | 87    | 1º   |
| 1950 | Alfa Romeo | 158    | P     | Taruffi  |     |     |  |     |   |   | Rit | 87    | 1º   |

| Legenda | 1º posto     | 2º posto | 3º posto    | A punti         | Senza punti/Non class.  | Grassetto – Pole position Corsivo – Giro più veloce |
| Legenda | Squalificato | Ritirato | Non partito | Non qualificato | Solo prove/Terzo pilota | Grassetto – Pole position Corsivo – Giro più veloce |